# Bert Boom
Albertus "Bert" Boom (Markelo, Hof van Twente, Overijssel, 6 de maig de 1938) va ser un ciclista neerlandès que va combinar la carretera amb la pista. Va guanyar el Campionat del món de mig fons amateur de 1969.
El seu fill Bart i el seu germà Hans també es dedicaren al ciclisme.

## Palmarès
- 1969
  -  Campió del Món en mig fons amateur